# Stade Eva Perón
 (mars 2025).
Le Stade Eva Perón, est un stade de football inauguré en 1951 et situé à Junín en Argentine.
Il accueille les matchs à domicile du Club Atlético Sarmiento, évoluant en première division, il porte le nom d'Eva Perón, une actrice et femme politique argentine née à Junín.

## Histoire

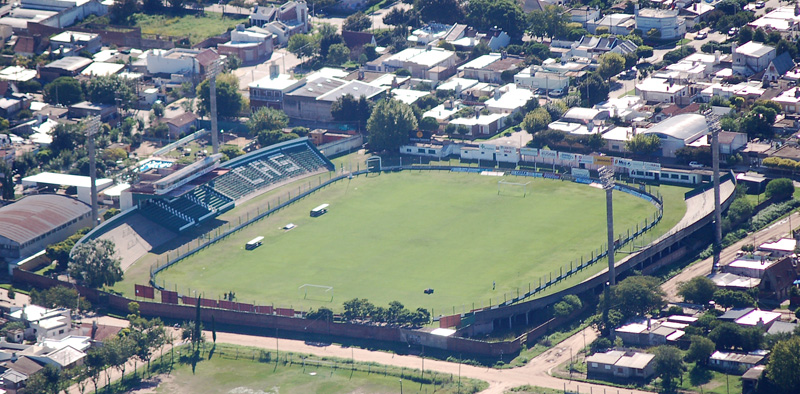
Le stade en 2007

Le stade appartenant au Club Atlético Sarmiento est inauguré en juillet 1951, un buste d'Eva Perón qui donne le nom au stade est également dévoilé ce jour-là. À ce moment Eva Perón, enfant de la ville de Junín et très appréciée dans toute l'Argentine était atteinte d'un cancer, elle décédera un an plus tard.
Lorsque la dictature militaire prend le pouvoir en 1955 le stade ne peut plus porter le nom d'une personnalité et le buste devant le stade est retiré. Le stade sans nom, mais qui restera le stade Eva Perón dans la culture populaire, retrouve un buste restauré de la première dame en 1974, mais il sera retiré par les militaires après le coup d'État de 1976. En 2009, le stade retrouve son nom d'origine puis en 2019 un nouveau buste d'Eva Perón. C'est le seul stade d'un club de première division d'Argentine à porter un nom féminin.
Le stade avait jusqu'en 2017 une capacité de 17 000 places, avec la construction d'une nouvelle tribune la capacité sera portée à 22 000 places.